# Diaphoropeza mayensis
Diaphoropeza mayensis là một loài ruồi trong họ Tachinidae.